# Saison 8 de Suits
 (avril 2019).
Si vous disposez d'ouvrages ou d'articles de référence ou si vous connaissez des sites web de qualité traitant du thème abordé ici, merci de compléter l'article en donnant les références utiles à sa vérifiabilité et en les liant à la section « Notes et références ».
Chronologie
Saison 7 Saison 9
Cet article présente les épisodes de la huitième saison de la série télévisée américaine Suits.
Cette saison a été commandée le 30 janvier 2018 et a commencé à être diffusée sur USA Network aux États-Unis le 18 juillet 2018.
La saison 8 est la première de l'histoire de la série à voir d'importants changements dans la distribution avec les départs de Patrick J. Adams et Meghan Markle à la fin de la saison précédente. Après leur départ, trois acteurs ont été promus au sein de la série : Amanda Schull (Katrina Bennett), Dule Hill (Alex Williams) et Katherine Heigl (Samantha Wheeler).
La deuxième moitié de la saison a débuté le 23 janvier 2019.

## Synopsis de la saison
Mike Ross et Rachel, à peine mariés, quittent New York et le cabinet nouvellement formé Zane Specter Litt. Le nouvel associé impose vite son style ferme et agressif, et arrive avec Samantha Wheeler, avocate impertinente et indépendante qui va vite se heurter à Harvey et Alex Williams.

## Production
Le créateur de la série, Aaron Korsh, a confirmé que Patrick J. Adams ne sera de retour pour aucune apparition dans les dix premiers épisodes de la saison. Cependant, il a déclaré que Adams et lui en avaient discuté et qu'ils étaient tous deux ouverts à cette possibilité quelque part dans le futur. Dans le même temps, il a confirmé que Gina Torres ne sera pas une star de la huitième saison et qu'il n'y aura pas d'épisodes de croisement entre Suits et le spin-off basé à Chicago, Pearson.

## Distribution

### Acteurs principaux
- Gabriel Macht (VF : Lionel Tua) : Harvey Specter
- Rick Hoffman (VF : Vincent Violette) : Louis Litt
- Sarah Rafferty (VF : Marie Diot) : Donna Paulsen
- Amanda Schull (VF : Noémie Orphelin) : Katrina Bennett
- Dulé Hill (VF : Rody Benghezala) : Alex Williams
- Katherine Heigl (VF : Charlotte Marin) : Samantha Wheeler

### Acteurs récurrents
- Wendell Pierce (VF : Frantz Confiac) : Robert Zane
- Rachael Harris (VF : Sylvie Ferrari) : Sheila Sazs
- Aloma Wright (VF : Cathy Cerda) : Gretchen Bodinski
- Ray Proscia (VF : Patrick Messe) : Dr. Stan Lipschitz
- Jake Epstein (VF : Simon Herlin) : Brian Altman
- Sasha Roiz (VF : Jean-Pascal Quilchini) : Thomas Kessler

### Acteurs invités
- Billy Miller (VF : Tanguy Goasdoué) : Marcus Specter (épisode 5)
- Brynn Thayer (VF : Annie Le Youdec) : Lily Specter (épisode 5)
- Jeffrey Nordling (VF : Philippe Roullier) : Eric Kaldor (épisodes 8 et 16)
- John Kapelos (VF : Achille Orsoni) : Elias Gould (épisode 9)
- Al Sapienza (VF : Patrick Borg) : Thomas Bratton (épisode 9)
- Usman Ally (VF : Franck Sportis) : Andrew Malik (épisode 11)
- Erik Palladino (VF : Maurice Decoster) : Kévin Miller (épisode 13)
- Abigail Spencer (VF : Pamela Ravassard) : Dana Scott (épisode 14)
- Neal McDonough (VF : Philippe Vincent) : Sean Cahill (épisode 14)
- David Costabile (VF : Michel Dodane) : Daniel Hardman (épisodes 15 et 16)
- Gary Cole (VF : Pierre Tessier) : Cameron Dennis (épisode 16)

## Épisodes

### Épisode 1:Lourde est la tête qui porte la couronne
- États-Unis : 18 juillet 2018 sur USA Network
- France : 6 juillet 2019 sur Serie Club

### Épisode 2:Le Réveil du lion
- États-Unis : 25 juillet 2018 sur USA Network
- France : 6 juillet 2019 sur Serie Club

### Épisode 3:Que ferait Mike Ross?
- États-Unis : 1er août 2018 sur USA Network
- France : 13 juillet 2019 sur Serie Club

### Épisode 4:La Guerre du pouvoir
- États-Unis : 8 août 2018
- France : 13 juillet 2019 sur Serie Club

### Épisode 5:De boue et d'eau fraîche
- États-Unis : 15 août 2018
- France : 20 juillet 2019 sur Serie Club

- Billy Miller (Marcus Specter)
- Brynn Thayer (Lily Specter)

### Épisode 6:Thérapie de couple
- États-Unis : 22 août 2018
- France : 20 juillet 2019 sur Serie Club

- Ray Proscia (Dr. Stan Lipschitz)

### Épisode 7:Les Raisins de la colère
- États-Unis : 29 août 2018
- France : 27 juillet 2019 sur Serie Club

### Épisode 8:Question de confiance
- États-Unis : 5 septembre 2018
- France : 27 juillet 2019 sur Serie Club

- Jeffrey Nordling (Eric Kaldor)

### Épisode 9:Dans la ligne de mire
- États-Unis : 12 septembre 2018
- France : 3 aout 2019 sur Serie Club

- Al Sapienza (Thomas Bratton)
- John Kapelos (Elias Gould)

### Épisode 10:L'Affrontement
- États-Unis : 19 septembre 2018
- France : 3 aout 2019 sur Serie Club

### Épisode 11:Remonter sur lering
- États-Unis : 23 janvier 2019
- France : 10 aout 2019 sur Serie Club

- Usman Ally (Andrew Malik)

### Épisode 12:L'Adorée
- États-Unis : 30 janvier 2019
- France : 10 aout 2019 sur Serie Club

### Épisode 13:Chantage
- États-Unis : 6 février 2019
- France : 17 aout 2019 sur Serie Club

- Erik Palladino (Kevin Miller)
- Neal McDonough (Sean Cahill)

### Épisode 14:Face à face
- États-Unis : 13 février 2019
- France : 10 aout 2019 sur Serie Club

- Abigail Spencer (Dana Scott)
- Ray Proscia (Dr. Stan Lipschitz)

### Épisode 15:L'Appât
- États-Unis : 20 février 2019
- France : 24 aout 2019 sur Serie Club

- David Costabile (Daniel Hardman)

### Épisode 16:Harvey
- États-Unis : 27 février 2019
- France : 24 aout 2019 sur Serie Club

- Christopher Misiano

- David Costabile (Daniel Hardman)
- Gary Cole (Cameron Dennis)
- Jeffrey Nordling (Eric Kaldor)